# Katharina Elisabeth von Galler

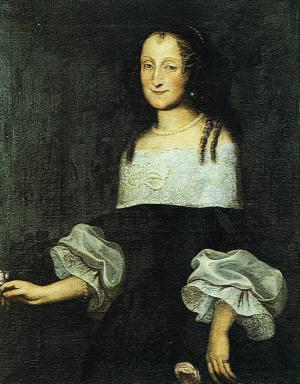
Katharina Elisabeth von Galler (zeitgenössisches Porträt)

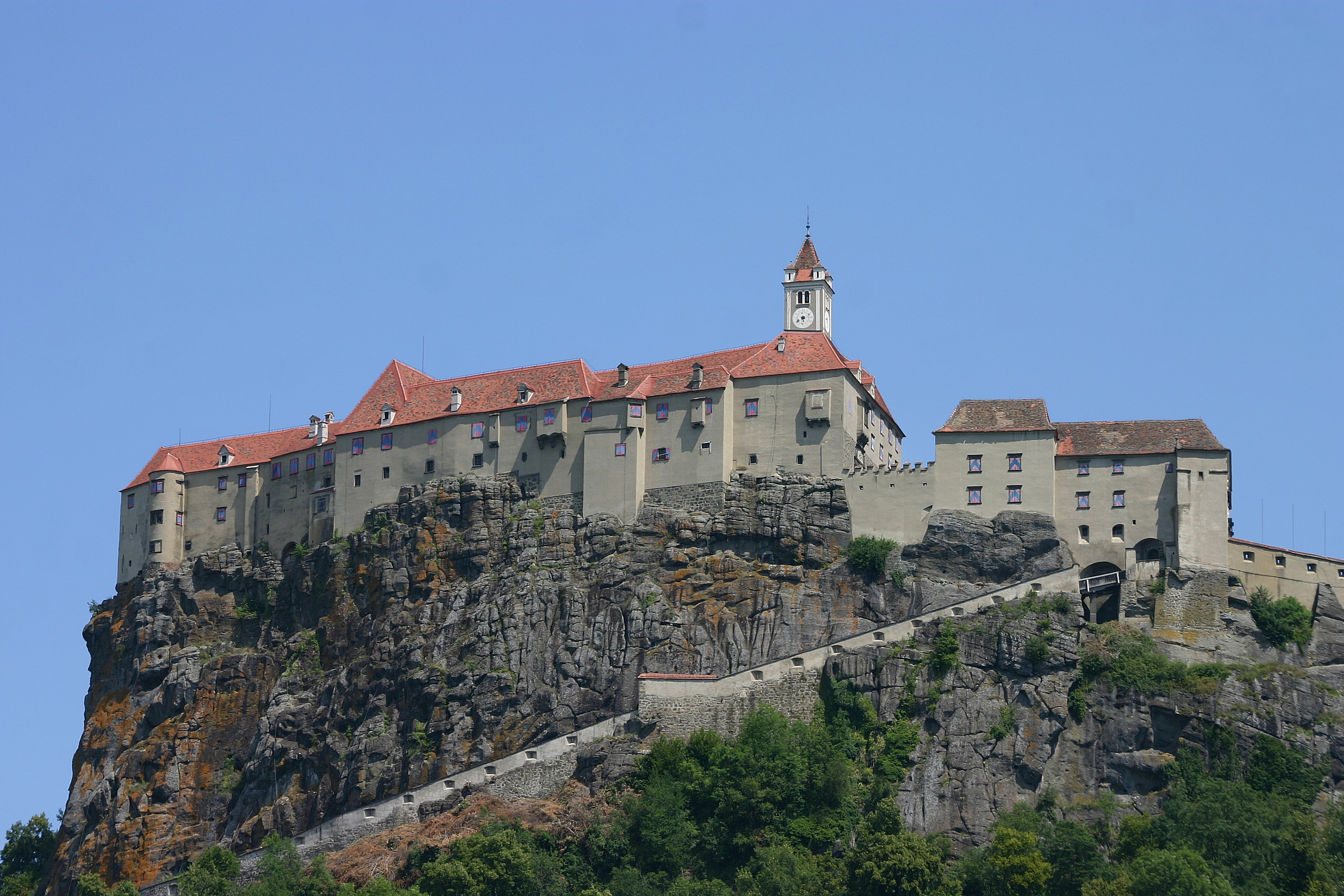
Burg Riegersburg (Steiermark), im Besitz der Katharina Elisabeth von Galler

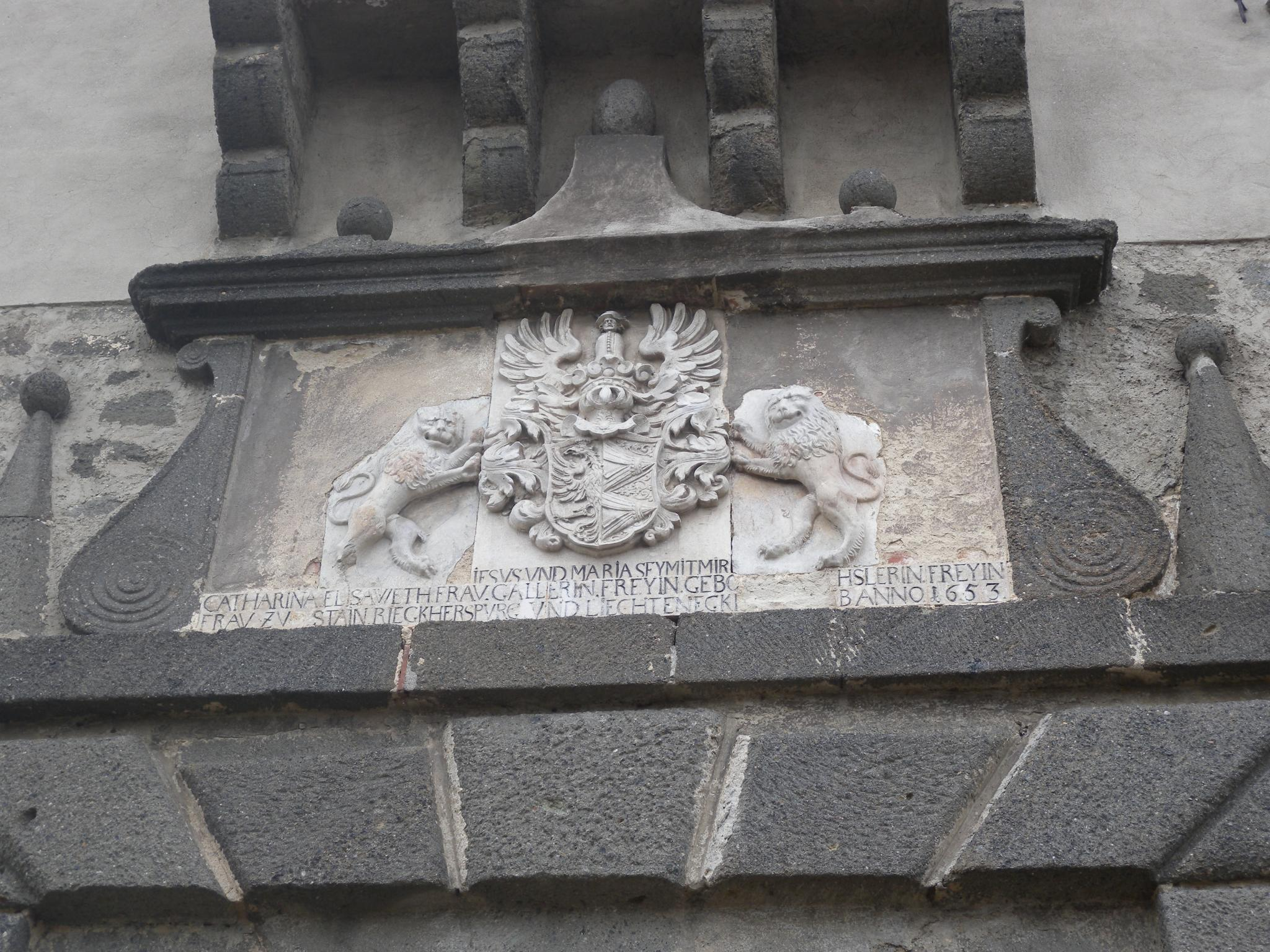
Riegersburg, Steiermark, Wappenrelief am Tor zum Hochschloss der Katharina Elisabeth Gallerin, geborene Wechslerin

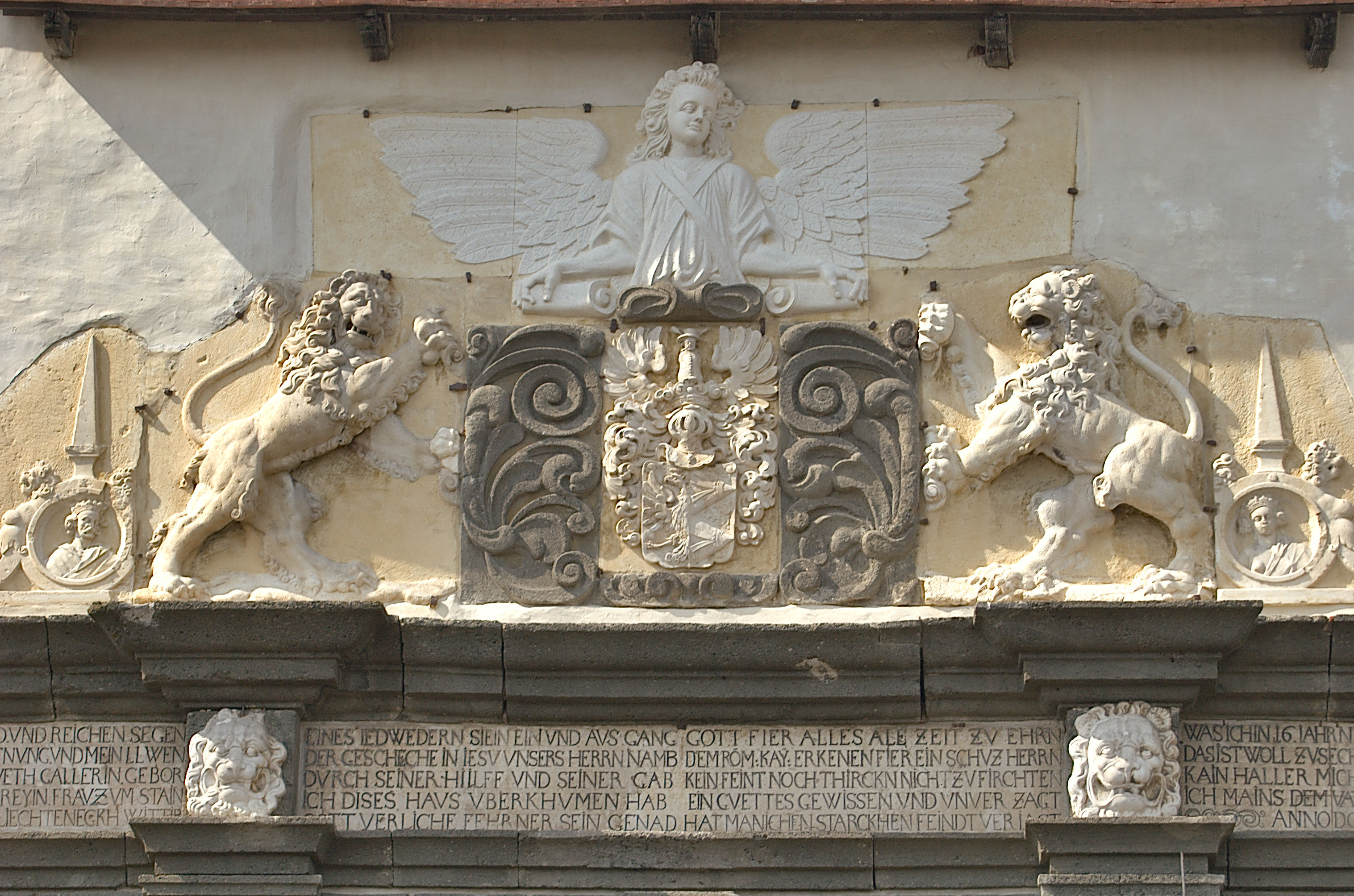
Riegersburg, Wenzelstor, Relief mit Wappen Wechsler

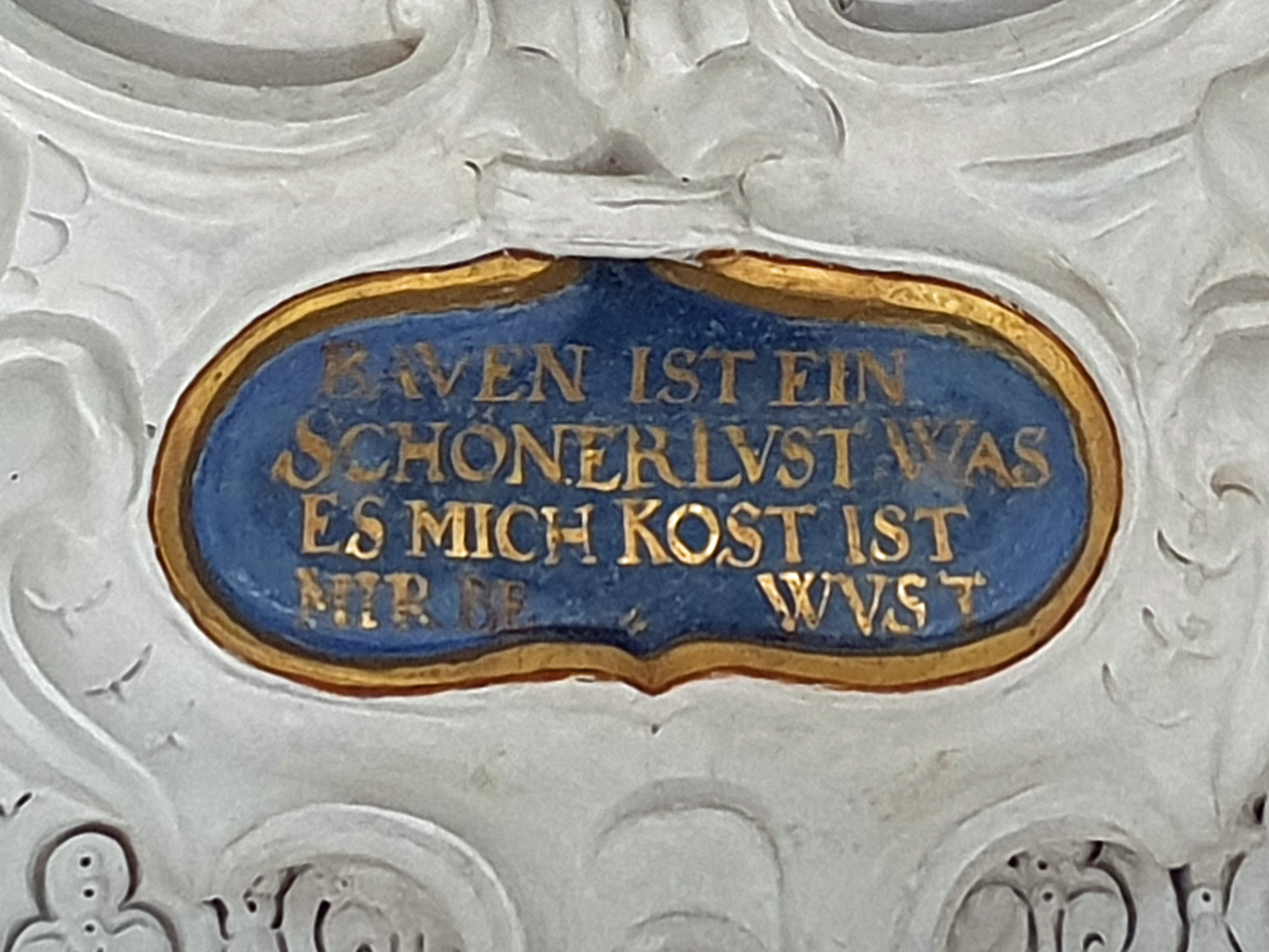
Inschrift im Weißen Saal der Riegersburg: „Bauen ist ein schöner Lust, was es mich kost, ist mir bewusst“

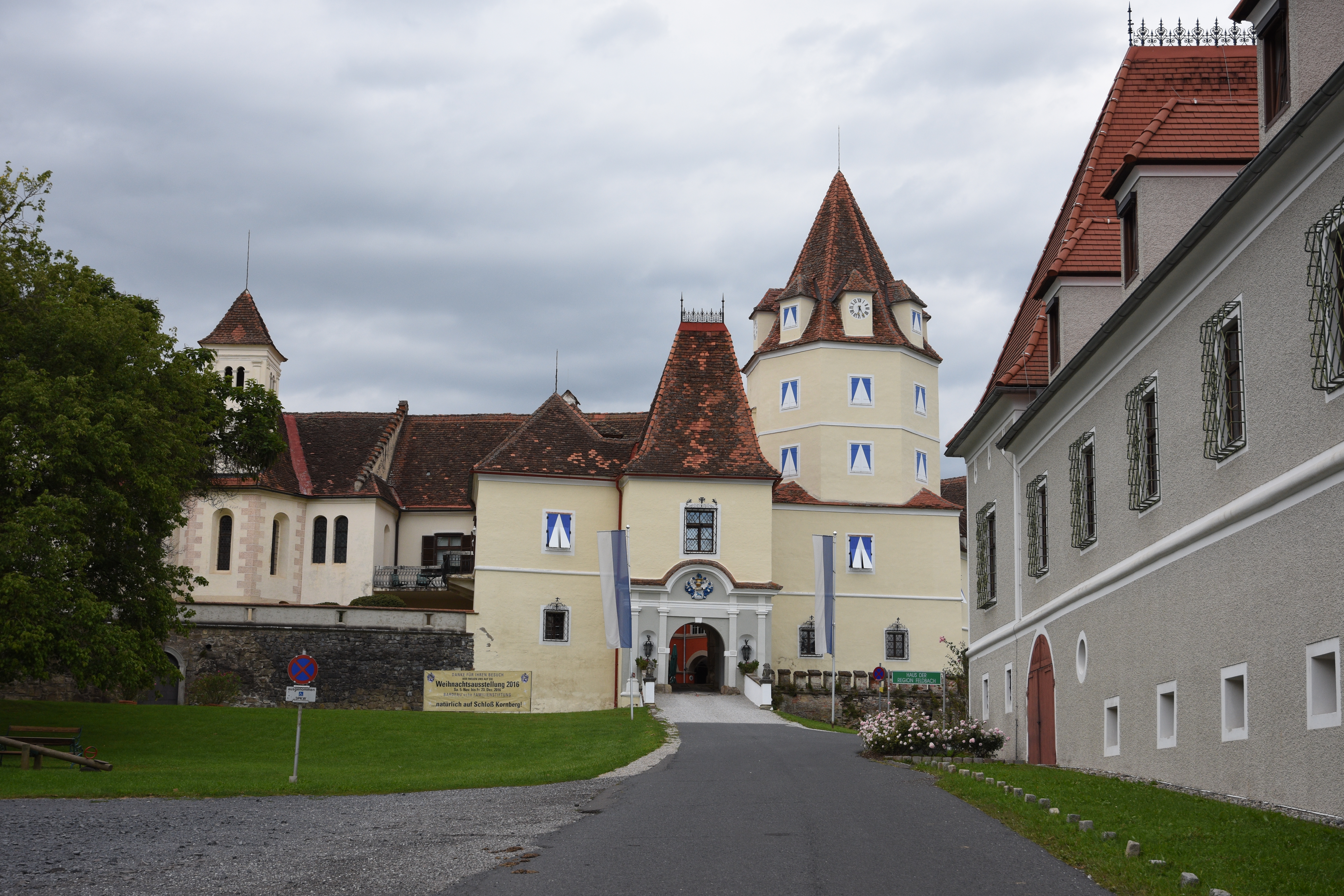
Schloss Kornberg, Steiermark, im Besitz des Mannes der K. E. v. Galler

Katharina Elisabeth Freifrau von Galler, geborene Wechsler (auch Wexler), genannt „die Gallerin“ oder „die schlimme Liesl“, (* um 1607; † 12. Februar 1672 in Riegersburg) war eine österreichische adlige Burgherrin und frühe Frauenrechtlerin in eigener Sache.

## Leben

### Abstammung, Heirat und einzige Tochter
Katharina Elisabeth Wechsler entstammte der reichen Kaufmannsfamilie der Wechsler (Adelsgeschlecht) aus Radkersburg. Diese wurde im 16. Jh. in den Adelsstand erhoben. Sie wurde vermutlich 1607 geboren, allerdings reicht die Bandbreite der Nennungen von 1600 bis 1608. 1630 heiratete sie mit 23 (?) Jahren den 31-jährigen Hofkriegsratspräsidenten Freiherr Hans Wilhelm von Galler. 1642 kam die gemeinsame Tochter Regina Katharina von Galler, das einzige Kind der Freifrau von Galler, zur Welt.
1645 trat Katharina Fondell in den Dienst der Freifrau von Galler. Später heiratete sie den Verwalter Johann Paldauf. Als Opfer des Feldbacher Hexenprozesses gelangte Katharina Paldauf 1675 zu trauriger Berühmtheit und lebte fortan als „Blumenhexe“ in der Erinnerung der Nachwelt weiter.

### Alleinerbin nach Erlöschen derer von Wechsler
1648 starb der Onkel der Freifrau von Galler, Sigismund Wechsler. Da mit ihm die männliche Linie der Wechsler ausstarb, erhielt sie als Alleinerbin die Riegersburg im gleichnamigen Ort Riegersburg im Bezirk Südoststeiermark in der Steiermark und wurde verewigt durch ein Wappenrelief mit folgenden Schriftzug am Tor zum Hochschloss: "JESVS VND MARIA SEY MIT MIR. CATHARINA ELISAWETH FRAV GALLERIN FREYIN GEBORENE [WEC]HSLERIN FREYIN FRAV ZV STAIN RIEGKHERSPVRG VND LIECHTENEGK [...]B ANNO 1653." Das Wappen ist jenes der Familie Wechsler (auch Wexler).
Gemäß der damaligen Rechtslage wäre sie als Frau nicht herrschaftsberechtigt gewesen, sondern hätte diese Funktion als verheiratete Frau ihrem Ehemann überlassen müssen und auch über ihr Vermögen hätte sie kein Verfügungsrecht besessen.
Katharina Elisabeth Freifrau von Galler unterwarf sich dieser Norm allerdings nicht. Schon in ihrem Ehevertrag hatte sie sich das Recht gesichert, selbst über ihren Besitz zu verfügen und nicht aus dem Gesellschafts- und Wirtschaftsleben ausgeschlossen zu werden.

### Die Gallerin und die Riegersburg in der Steiermark
Zu dem Zeitpunkt, als die Gallerin ihr Erbe auf der Riegersburg antrat, war diese in keinem guten Zustand. Sie ließ die Vorburg, das Zeug- und Offiziershaus errichten. Auch der barocke Weiße Saal entstand in jener Zeit. Unter ihrer Herrschaft wurde auch mit dem Bau der zahlreichen Bastionen, Tore und der langen Mauern begonnen. Fertiggestellt wurde das Befestigungswerk erst unter ihrem Schwiegersohn. Als Baumaterial für dieses Bauvorhaben diente die an der Stelle des heutigen Grenzlandehrenmal gestandene Nidere Veste, die abgerissen wurde (um 1650).
Sie steckte viel Geld in den Ausbau der Burg und war sich dessen auch bewusst, wie einige Inschriften in der Burg beweisen. So kann man im Weißen Saal, den sie von Baumeister Antonio Solari erbauen ließ,  lesen: „Bauen ist ein schöner Lust, was es mich kost, ist mir bewusst“. Und über dem Wenzelstor: „Was ich in 16 Jahre hier hab lassen pauen das ist woll zu sehen und zu anzuschauen kain Haller mich nicht reuen thuet ich mains dem Vatterland zu guett. ANNO DOMINI 1653“ (Anm.: Im 17. Jahrhundert gab es noch keine einheitliche Rechtschreibung).
Aus beruflichen Gründen lebte der verschuldete Freiherr von Galler hauptsächlich in Graz. Erst bat er seine Frau immer wieder um Geld, um seine Schulden zurückzahlen zu können. Später begann er, Waffen aus der Riegersburger Rüstkammer zu verkaufen. Dies veranlasste die Gallerin 1649, mit ihm einen Vergleich zu schließen. Sie bezahlte ihm einen beträchtlichen Geldbetrag, dafür überließ er ihr die völlige Verfügung über die Herrschaft. Späteren Geldforderungen kam sie nicht mehr nach.
Mit dem Tod ihres Ehemannes 1650 wurde sie die Befehlshaberin auf der Riegersburg. Man ließ es sie spüren, dass man ihr diese Funktion nicht zutraute. Sie musste befürchten, dass man ihr jederzeit die Befehlsgewalt über die Burg entziehen würde.

### Tochter Regina und ihre Ehe mit Graf Johann Ernst von Purgstall
Vermutlich nicht ohne Eigennutz war die Wahl des Bräutigams für ihre 16-jährige Tochter Regina. Für diese wählte sie den Freiherrn Johann Ernst Graf von Purgstall aus dem Geschlecht derer von Purgstall (Adelsgeschlecht) als Bräutigam aus, von dem sie sich Hilfe als Burgherrin erwartete.
Ein Punkt im Verlobungsvertrag, den der Bräutigam unterschreiben musste, erscheint kurios: Die Hochzeit und das „Beilager“ wurden dem Grafen versprochen, aber erst zu einem Zeitpunkt, der der Frau Mutter genehm war.
Es ist anzunehmen, dass die Gallerin den Vollzug der Ehe ihrer Tochter hinauszögern wollte, da am Tag nach der Hochzeitsnacht die Zahlung der Mitgift fällig war. Im Jänner 1659 fand endlich die Hochzeit statt.

### Die Witwe Gallerin und ihre zweite Ehe mit Oberst Freiherr Detlef von Kapell
Trotz ihrer Hoffnungen, die sie auf die Unterstützung durch ihren Schwiegersohn setzte, heiratete sie 1660 den unter Kaiserdiensten stehenden Oberst Freiherr Detlef von Kapell (geb. in Brandenburg).
Damit aber machte sie sich ihren Verwalter Urban von Grattenau zum Feind. Ob er enttäuscht war, nicht selbst Gemahl der Gallerin und damit Burgherr zu werden, ist nicht bekannt. Jedenfalls begann er bei ihrer Tochter Regina und deren Gemahl gegen die Burgherrin zu intrigieren. In der Folge wurden zahlreiche Prozesse geführt, welche die Gallerin in eine kritische Lage brachten.
Streitereien zwischen dem Schwiegersohn Purgstall und dem Verwalter Grattenau ließen das Bündnis platzen und Johann Ernst Graf von Purgstall bemühte sich, den ehemaligen Verwalter als Alleinschuldigen und sich selbst als betrogenes Werkzeug, um die Schwiegermutter zu schädigen, darzustellen.
1664 fiel Detlef von Kapell in der Schlacht bei Mogersdorf gegen die Türken.

### Die Witwe Gallerin und ihre dritte Ehe mit dem Besitzer von Schloss Kornberg
1666 heiratete sie ein drittes Mal. Bräutigam war der 25 Jahre alte Hans Rudolf von Stadl, Besitzer von Schloss Kornberg. Ob es der Altersunterschied war oder an verschiedenen Charakteren lag, ist nicht bekannt. Die Ehe war für die Gallerin jedenfalls eine Katastrophe. Nach drei Jahren Ehe reichte sie die Scheidung ein. Für die damalige Zeit ein höchst ungewöhnlicher Schritt!
37 Punkte führte die Gallerin in der von ihr erstellten Liste der Scheidungsgründe auf. Unter anderem beklagte sie, dass ihr Mann nicht mehr als 5 oder 6 Tage bei ihr gewesen sei, dass er ihr Personal geschlagen habe, dass er sich täglich betrunken und aus lauter Frevel an Fasttagen Fleisch gegessen habe.
Im Februar 1669 kam es endlich zum Vergleich zwischen den beiden. Schloss Johnsdorf, das die Gallerin extra für die Flitterwochen hatte ausbauen lassen, kam in seinen Besitz. Im Besitz der Familie von Stadl blieb es bis 1675.

### Der Streit mit dem Klerus
Im Jahr 1655 bekam die Gallerin das alleinige Patronatsrecht über die Pfarre Riegersburg und die acht Filialpfarren. Diese Entscheidung erkannte der Klerus nicht an, da befürchtet wurde, dass die Herrschaft, also die Gallerin, Pfarrgelder für eigene Zwecke benutzen würde und sich nicht um die Instandhaltung der Kirchen und die Bezahlung der Pfarrer kümmern würde und protestierte heftig.
Als dann noch die Gallerin erfuhr, dass man den Pfarrer Strobel mit seiner Köchin im Bett ertappt hatte, wurde sie wieder einmal aktiv. Mit 20 Bewaffneten stürmte sie den Pfarrhof und verhaftete die Köchin, um sie dem Landgericht Feldbach auszuliefern.
Pfarrer Strobel beschwerte sich daraufhin bei der Regierung. Als Reaktion darauf verfasste wiederum die Gallerin eine lange Liste von Beschwerden, die Strobels Untertanen ihr zur Kenntnis gebracht hatten.
Acht Jahre lang dauerten die Auseinandersetzungen, in die auch der Landeshauptmann, der Salzburger Erzbischof und zwei Kaiser, Ferdinand III. und Leopold I. verwickelt wurden.
Da dann die Prozesse gegen ihre eigene Familie begannen, in denen es um ihren Besitz und damit ihre Existenz ging, schloss sie 1661 mit Pfarrer Strobel einen Vergleich, in dem sie auf das Patronatsrecht über die Filialpfarren verzichtete und entschädigte ihn für die Übergriffe.
Am 12. Februar 1672 starb Elisabeth Katharina Freifrau von Galler, geborene Wechsler. Beerdigt wurde sie in der St. Martins-Kirche in Riegersburg. Der genaue Ort ist jedoch unbekannt, da sie in ihrem Testament auf einen Grabstein verzichtet hatte.

## Rezeption
Ein Buch über Katharin Freifrau von Galler verfasste der 1774 in Graz geborene Joseph von Hammer. Unter der Bedingung, fortan den Namen Purgstall zu tragen, hatte er nach dem Tod der letzten Purgstall Schloss Hainfeld geerbt. Die zahlreichen Dokumente über die Gallerin, die durch diese Erbschaft in seinen Besitz kamen, nutzte er für das Verfassen eines etwa 2.000 Seiten starken Romans Die Gallerinn auf der Rieggersburg.
Die slowenische Schriftstellerin und Psychologin Zlatka Rakovec-Felser veröffentlichte 2017 einen Roman mit dem Titel "Vražja Liza : čarovnije v zraku" (Die Teufels-Lisa: Zaubereien in der Luft), in dem sie belletristisch das Leben der Gallerin nachzeichnet.